# La Pietà (Ribera)
Pour les articles homonymes, voir La Pietà.
La Pietà est un tableau réalisé par le peintre espagnol José de Ribera en 1633. Cette huile sur toile est une Pietà qui représente Marie les mains jointes en prière au-dessus du corps mort de Jésus-Christ, dont le dos est soutenu par Jean et les pieds baisés par Marie Madeleine. L'œuvre est conservée depuis 1984 au musée Thyssen-Bornemisza, à Madrid.